# Onesia arcuata
Onesia arcuata är en tvåvingeart som först beskrevs av Robineau-desvoidy 1863.  Onesia arcuata ingår i släktet Onesia och familjen spyflugor.
Artens utbredningsområde är Frankrike. Inga underarter finns listade i Catalogue of Life.